# Leonidi
Leonidi su meteorski roj kojemu je radijant u zviježđu Lavu, pojavljuje se oko 17. studenoga. Ima vrhunac, s posebno mnogo meteora, svake 33 godine, a potječe s putanje dugoperiodičnoga kometa Tempel-Tuttle. Najobilniji je pljusak bio 1833., s približno 35 000 meteora na sat. Leonidi spadaju u najbrže meteorske rojeve, a brzina im se kreće oko 71 km/s. Prividna magnituda ili sjaj im se kreće za čestice veličine 10 mm i do m = -1.5. Godišnje oni mogu izručiti od 12 do 13 tona materijala na Zemlju. Na raspored čestica dosta utječe gravitacijska sila planeta (posebno Jupitera), tlak elektromagnetskog zračenja, Poynting-Robertsonov učinak (John Henry Poynting) i Jarkovskiev učinak. Leonidi su vrlo različiti i može se pojaviti od 5 do 8 meteora na sat (ako se radi o starom tragu kometa), pa i preko tisuću meteora na sat (ako se radi o mladom tragu kometa). Prvi zapisi sežu još iz godine 902.
| Godina | Leonidi vidljivi između | Vrhunac pojave | Meteora na sat najviše |
| ------ | ----------------------- | -------------- | ---------------------- |
| 2006.  |                         | 19. studenog   | 78                     |
| 2007.  |                         | 19. studenog   | 35                     |
| 2008.  | 14. – 22. studenog      | 17 studenog    | 99                     |
| 2009.  | 10. – 21. studenog      | 17 studenog    | 79                     |
| 2010.  | 10. – 23. studenog      | 18. studenog   | 32                     |
| 2011.  |                         | 18. studenog   | 22                     |
| 2012.  | 6. – 30. studenog       | 20. studenog   | 47                     |
| 2013.  | 15. – 20. studenog      | 17. studenog   | –                      |
| 2014.  | 6. – 30. studenog       | 17. studenog   | 15?                    |